# Ситковецкий, Дмитрий Юлианович
Дмитрий Юлианович Ситковецкий (род. 27 сентября 1954, Баку, Азербайджанская ССР) — советский и американский скрипач и дирижёр.

## Биография
Родился в еврейской семье. Ещё школьником стал в 1966 году победителем первого юношеского конкурса «Концертино Прага».
С 1972 года учился в Московской консерватории.
В 1977 году эмигрировал в США по израильской визе. В то время Ситковецкому было 22 года и, если бы он просто подал на отъезд, его могли забрать в армию. Поэтому для того, чтобы уехать из СССР легально, ему пришлось лечь в больницу на месяц, чтобы симулировать воспаление нерва. Первый свой концерт в США Ситковецкий дал уже через два месяца после приезда.
Окончил Джульярдскую школу в Нью-Йорке у Ивана Галамяна. В 1979 году выиграл Конкурс скрипачей имени Крейслера в Вене.
С 1983 года — гражданин США.
Много концертировал в Европе, жил в Германии и Великобритании, возглавлял музыкальные фестивали в Финляндии и Швеции, затем в Сиэтле. Более 30 лет Живёт в Лондоне.
В репертуаре Ситковецкого все сольные скрипичные сонаты и партиты Баха, все скрипичные сонаты Брамса, концерты Моцарта, Прокофьева, Шостаковича, произведения современных композиторов. Ряд концертных выступлений и аудиозаписей (в частности, сонаты Грига для скрипки и фортепиано) осуществлён Ситковецким совместно с матерью Беллой Давидович.
С середины 1990-х годов Ситковецкий также выступает как дирижёр, в 1996—2001 годах был главным дирижёром национального оркестра Северной Ирландии. Им основан сессионный оркестр «Новые европейские струнные». Кроме того, Ситковецкому принадлежит ряд транскрипций для струнного оркестра и струнных ансамблей — в частности, переложение баховских Гольдберг-вариаций для струнного трио (скрипка — альт — виолончель).
В 2002–2005 годах Ситковецкий — главный приглашённый дирижёр Государственного академического симфонического оркестра России имени Светланова.
В июне 2014 года на телеканале «Культура» вышли первые четыре выпуска авторской программы Ситковецкого «В гостях с Дмитрием Ситковецким», в которой он знакомит российских телезрителей с выдающимися современными музыкантами.

## Семья
- Родители — скрипач Юлиан Ситковецкий (1925—1958) и пианистка Белла Давидович (род. 1928).
- Дед — музыкальный педагог Григорий Ситковецкий (1897—1970).
- Бабушка — заслуженная артистка Азербайджанской ССР Люся Ратнер (1903—2002), концертмейстер Азербайджанского государственного театра оперы и балета им. М. Ф. Ахундова.
- Двоюродный брат — гитарист Александр Ситковецкий  (род. 1955), основатель групп «Високосное лето» и «Автограф».
- Супруга — певица Сьюзан Робертс[5].
  - Дочь — оперная певица Джулия Ситковецки (род. 1989)[5].
    - Внук — Ноа Ситковецки-Диггл (род. 2023).